# Колио
Колио је насеље у Италији у округу Бреша, региону Ломбардија.
Према процени из 2011. у насељу је живело 1914 становника. Насеље се налази на надморској висини од 849 м.

## Становништво
| 1951. | 1961. | 1971. | 1981. | 1991. | 2001. | 2011. |
| ----- | ----- | ----- | ----- | ----- | ----- | ----- |
| 3.236 | 3.074 | 2.690 | 2.411 | 2.271 | 2.315 | 2.227 |